# Amerikanische Klettertrompete

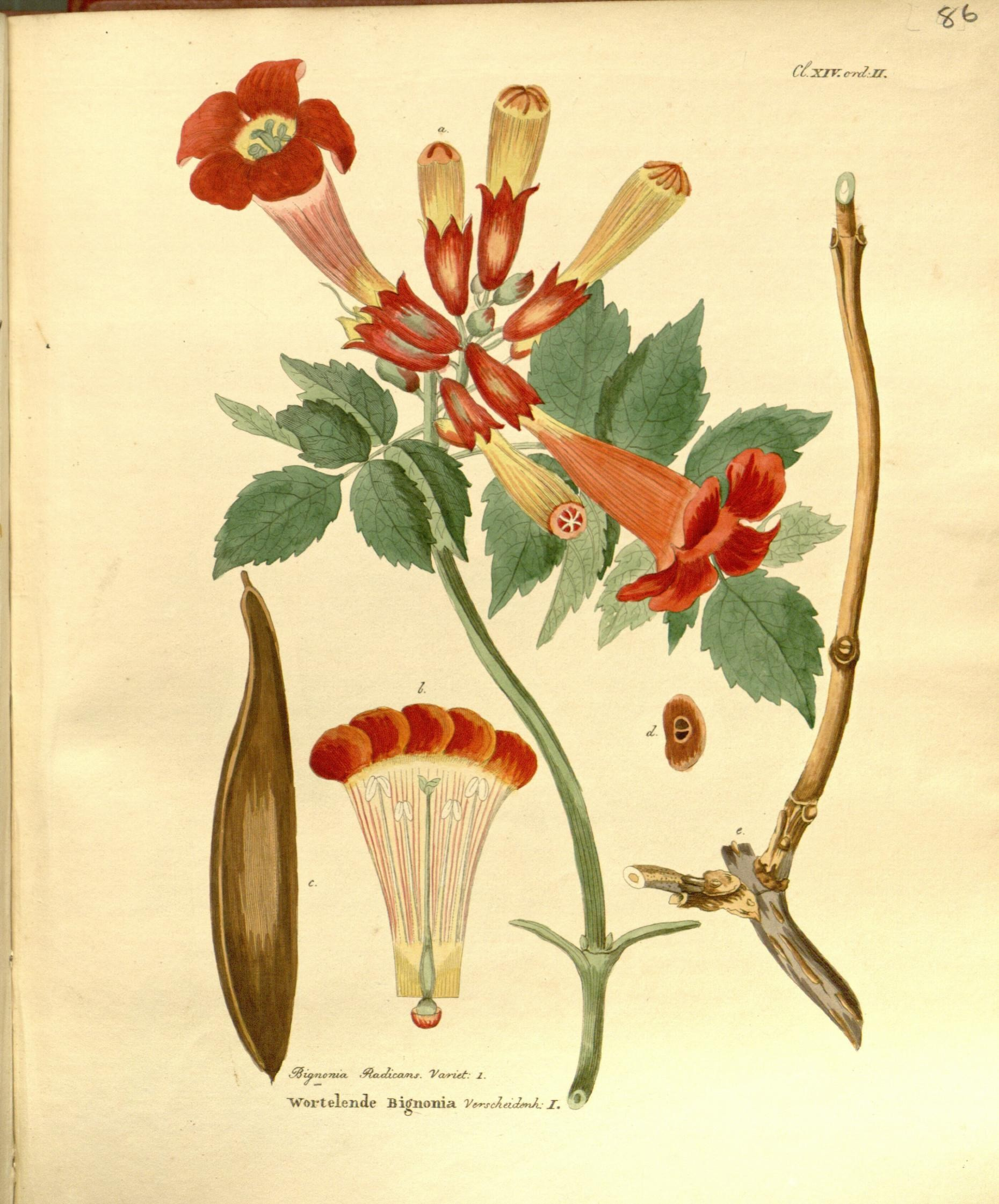
Illustration aus Afbeeldingen der fraaiste, meest uitheemsche boomen en heesters, Tafel 86

Die Amerikanische Klettertrompete (Campsis radicans), auch Jasmintrompete, ist eine der beiden Arten der Gattung der Trompetenblumen (Campsis) innerhalb der Familie der Trompetenbaumgewächse (Bignoniaceae). Sie ist in den zentralen bis östlichen USA weitverbreitet. Einige Sorten werden als Zierpflanzen verwendet.

## Beschreibung

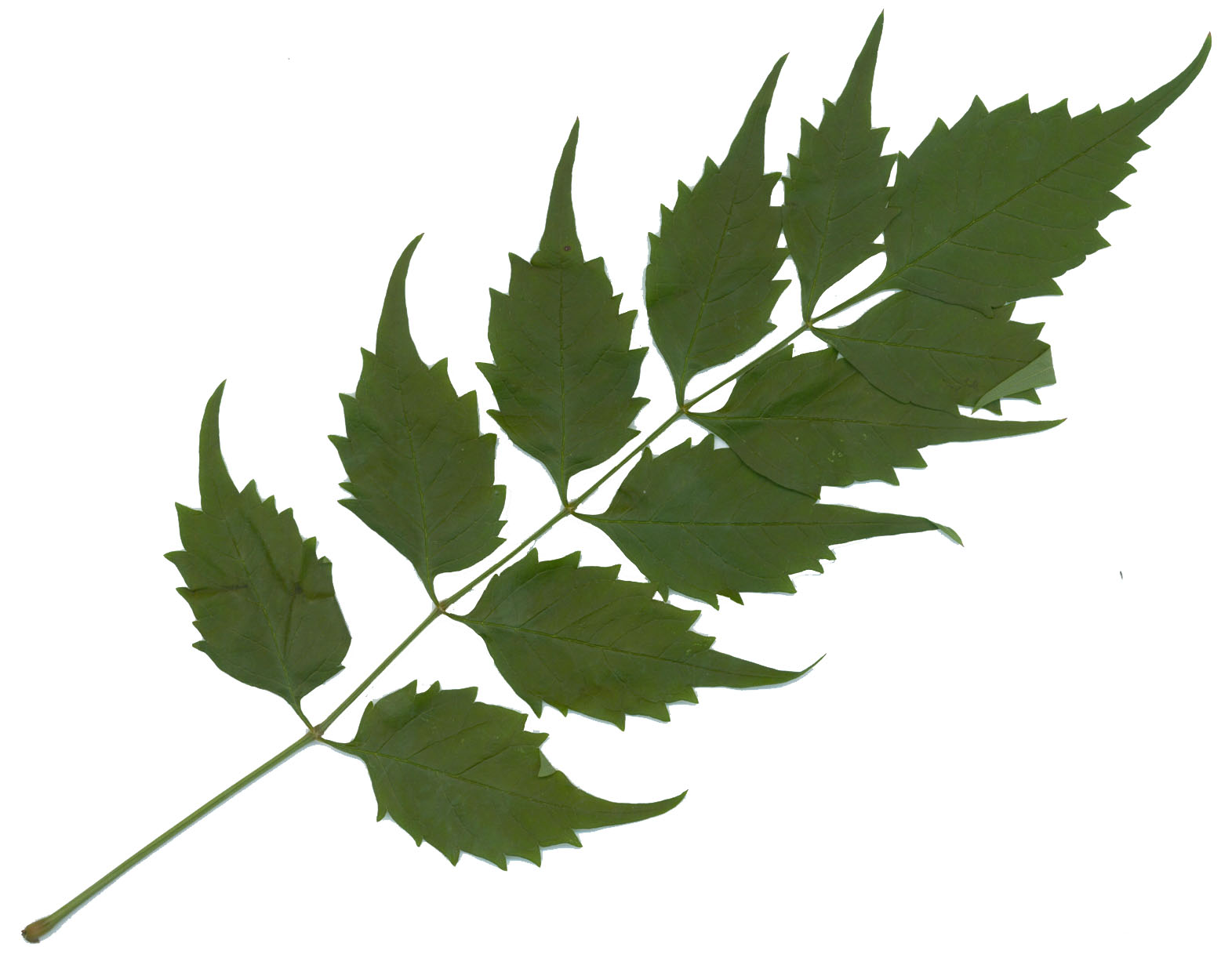
Gestieltes Laubblatt

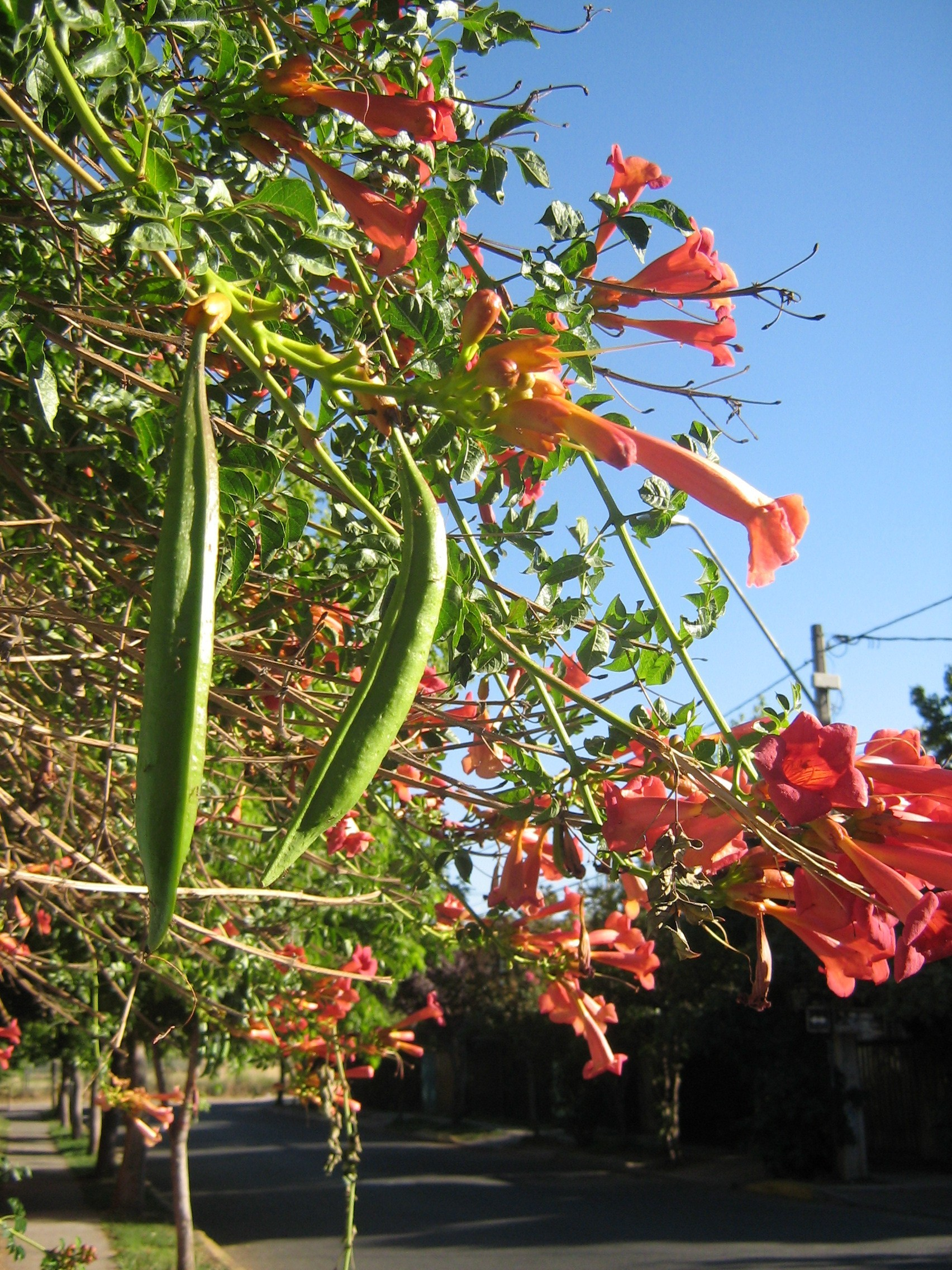
Sorte mit Blüten und jungen Früchten

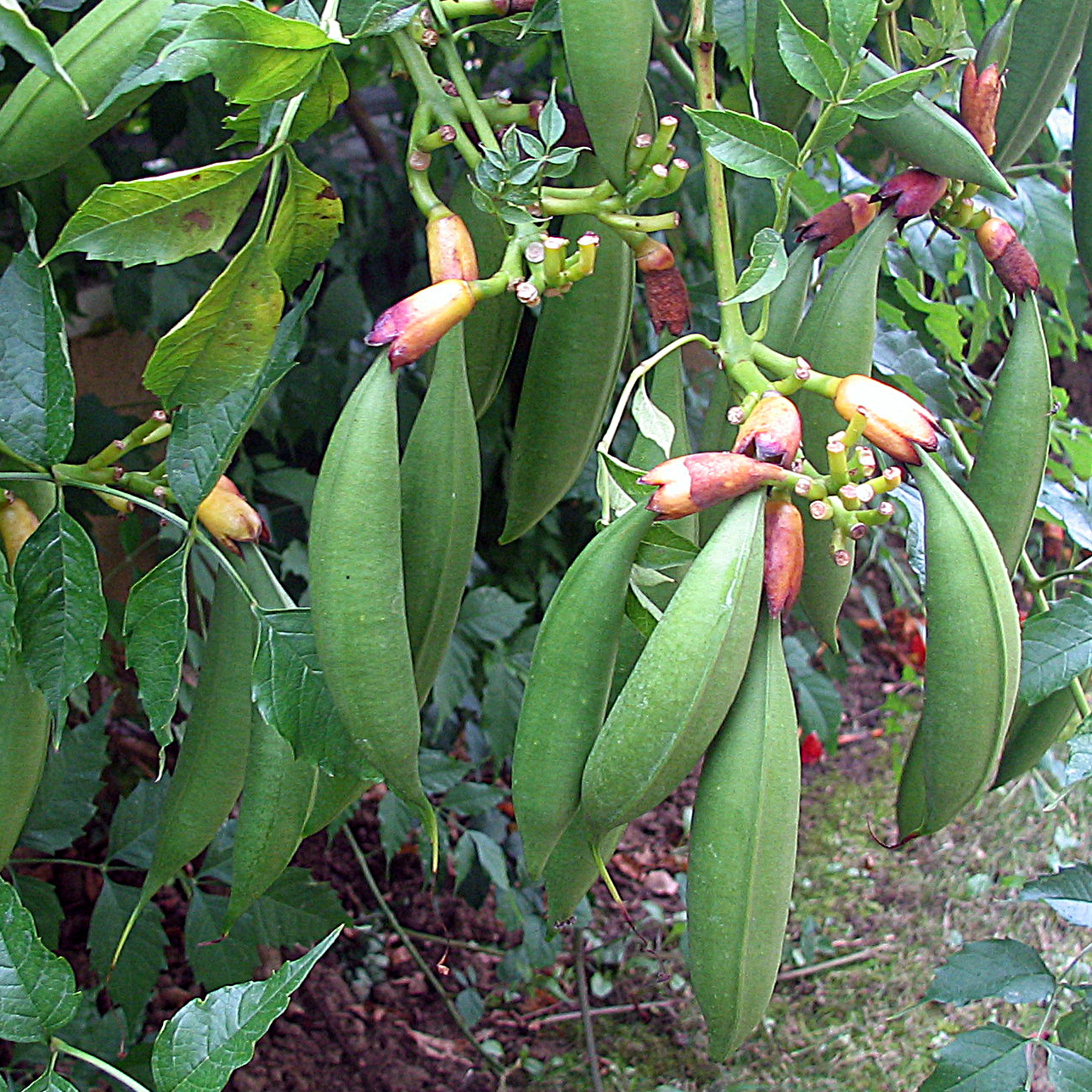
Junge Früchte

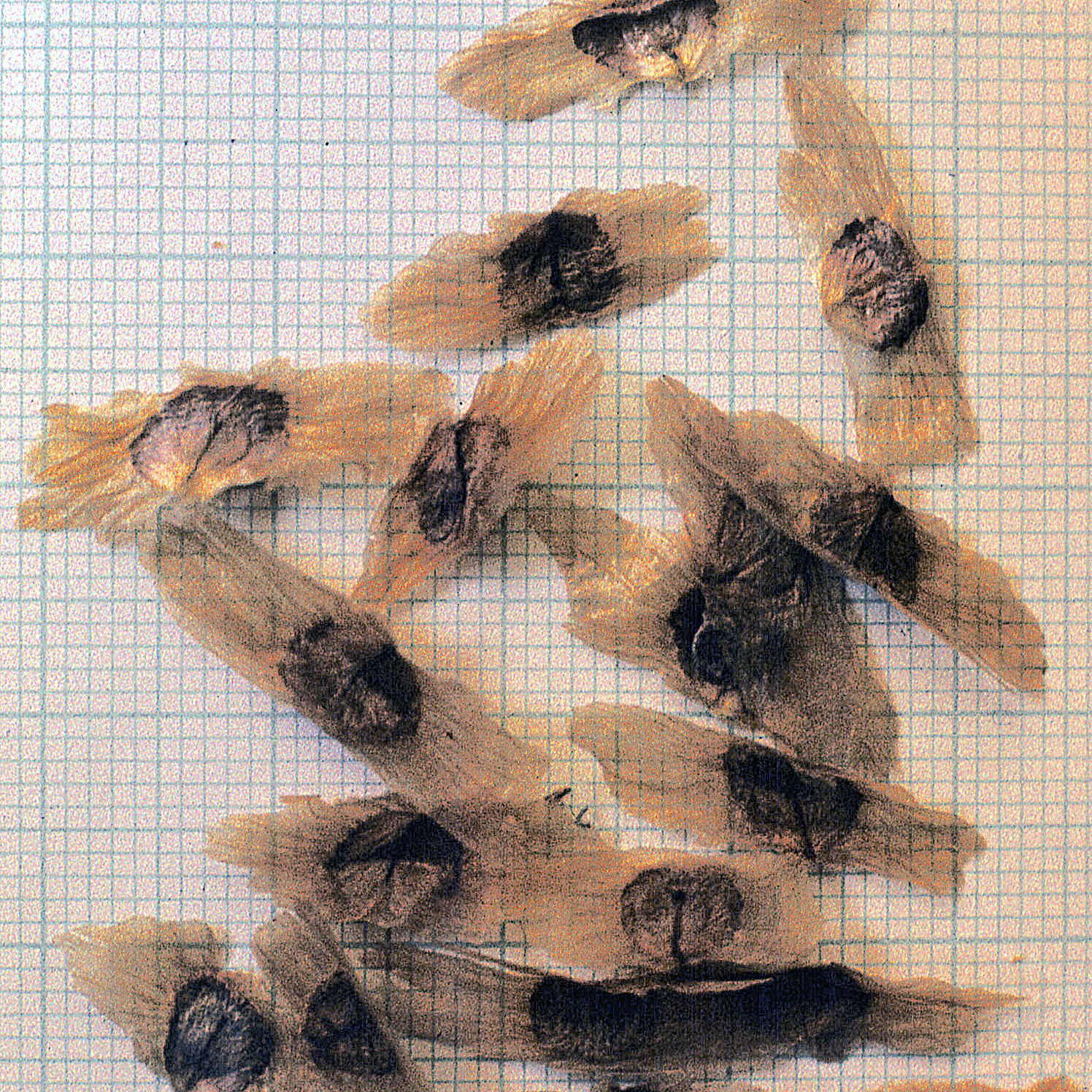
Geflügelte Samen

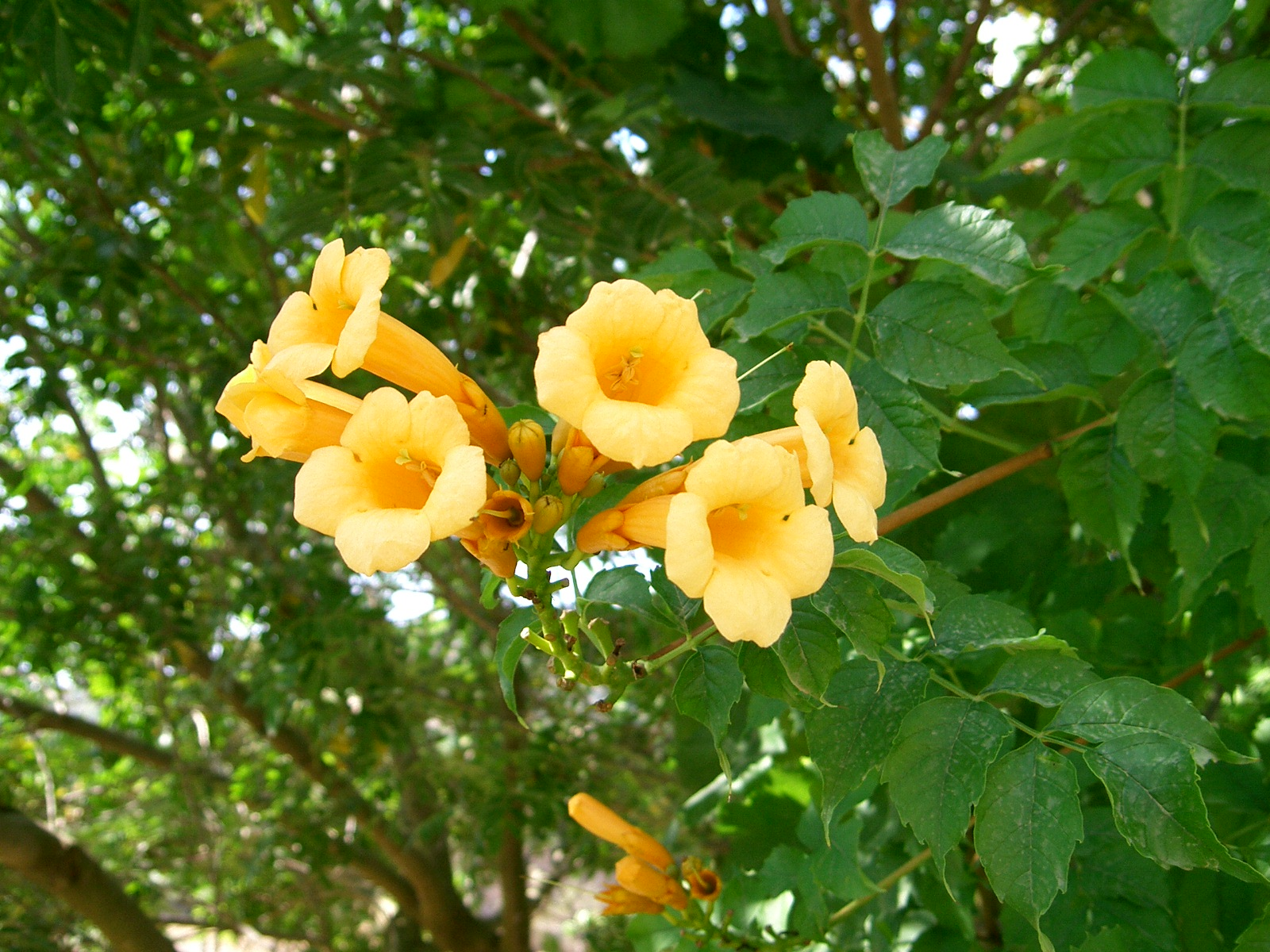
Gelbblühende Sorte

### Vegetative Merkmale
Die Amerikanische Klettertrompete ist eine laubabwerfende, verholzende Liane. Sehr schnell wachsend erreicht sie mit Hilfe ihrer Haftwurzeln Wuchshöhen von 5 bis 10 Metern, gelegentlich auch 12 Metern oder mehr. Bei fehlenden Stützmöglichkeiten breitet sich die Pflanze am Boden aus, bildet dabei an den Nodien der Zweige Wurzeln und bedeckt in kurzer Zeit größere Flächen. Die Sprossachsen werden bis über 30 Zentimeter dick.
Die gegenständig angeordneten Laubblätter sind in Blattstiel und -spreite gegliedert. Die bis zu 25 Zentimeter langen Laubblätter sind anfangs hellgrün, später kräftig mittelgrün. Sie sind unpaarig gefiedert und bestehen meist aus bis zu 13 eiförmigen bis elliptischen, am Grund etwas asymmetrischen, zugespitzten, kurz gestielten Teilblättchen mit grob gesägten Rändern und spitzer bis keilförmiger oder herablaufender Basis. Die Blättchen sind oberseits kahl und unterseits heller und auf den Adern behaart. Der Blattstiel und die Rhachis sind rinnig.

### Generative Merkmale
Die Amerikanische Klettertrompete ist protandrisch, also vormännlich. An den Enden der einjährigen Zweige erscheinen von Juli bis September kurze Büschel oder Rispen von Blüten. Die großen, duftlosen, zwittrigen, kurz gestielten Blüten sind schwach zygomorph und fünfzählig mit doppelter Blütenhülle. Die fünf, ledrigen Kelchblätter sind glockenförmig verwachsen, mit kurzen, spitzen Zipfeln. Die fünf Kronblätter sind trichter-, trompetenförmig verwachsen und sind 5 bis 8 Zentimeter lang mit kurzen Lappen. Die Palette der Farben der Kronblätter umfasst vorwiegend orange- bis ziegelrote Töne; einige Sorten blühen gelb. Es sind nur vier gebogene, didynamische Staubblätter und ein Staminodium vorhanden. Der zweikammerige Fruchtknoten ist oberständig mit zwei berührungsempfindlichen Narbenlappen. Es sind florale, ein fleischiger Diskus, und extraflorale Nektarien vorhanden.
Die bis zu 20 Zentimeter lange, spitze und braune, lokulizidale, ledrige, längliche Kapselfrucht mit dicken Nähten enthält viele Samen. Die beidseits geflügelten, flachen, dünnen Samen sind mit den membranösen, durchsichtigen Flügeln bis 2 Zentimeter lang.

## Ökologie
Die Blüten sind sehr nektarreich, sie liefern meist in den ersten 20–30 Stunden 110 μl 26 % Saccharose. In ihrer Heimat wird die blühende Pflanze vorwiegend von Kolibris wie Rubinkehlkolibri besucht, die beim Nektarsaugen die Bestäubung herbeiführen. Außerhalb des Heimatgebietes erfolgt die Bestäubung vorwiegend durch Bienen und Hummeln. Aber die Bestäubung durch Kolibris ist intensiver, weshalb daraus mehr Früchte resultieren.
Die Kapselfrüchte benötigen zum Reifen viel Wärme. Beim Aufspringen der Kapselfrüchte werden die Samen durch den Wind ausgebreitet.
Campsis radicans geht als Myrmekophyt eine Symbiose mit Ameisen ein. Dies zeigt nebenstehendes Foto, auf dem beschützende Ameisen im Bereich eines Blütenbüschels zu sehen sind. Zudem sind zahlreiche Nektarien erkennbar, die Nektar als Belohnung anbieten. Auch an den Ansätzen der Blätter patrouillieren regelmäßig Ameisen vorbei, auch hier bieten Nektarien Nektargaben an.

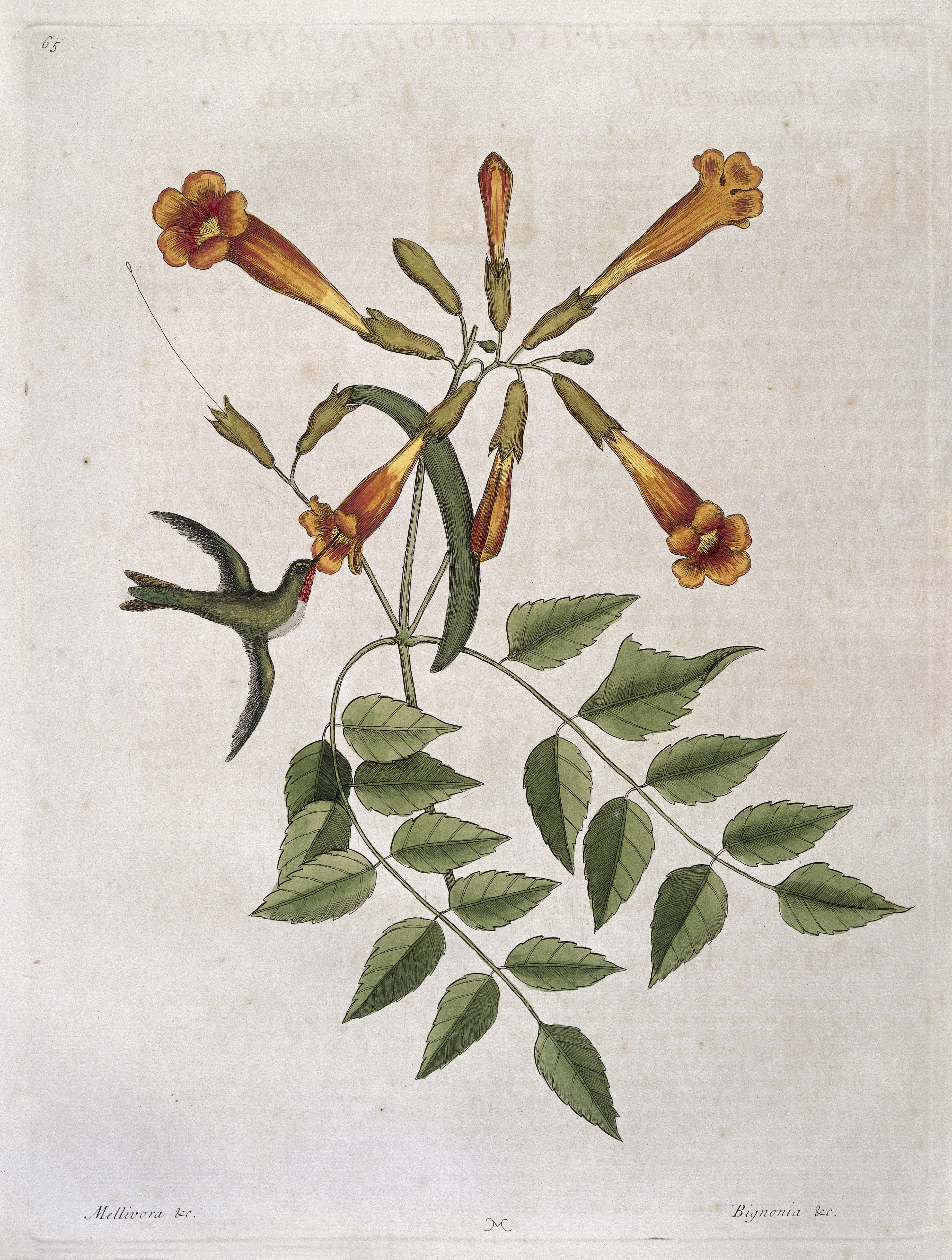
Rubinkehlkolibri an Amerikanischer Klettertrompete (Mark Catesby, 1731)
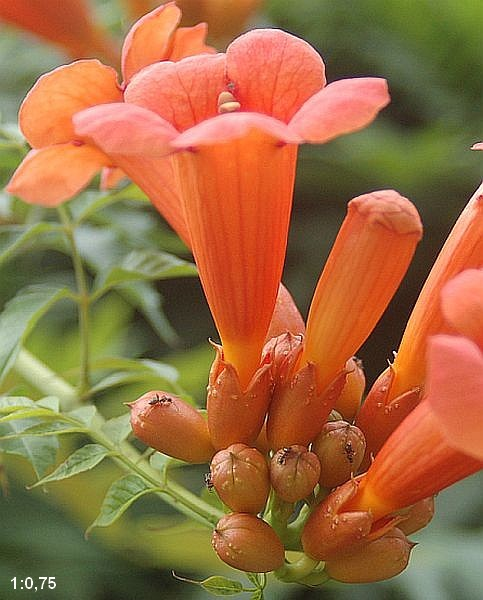
Beschützer-Ameisen und Nektarien
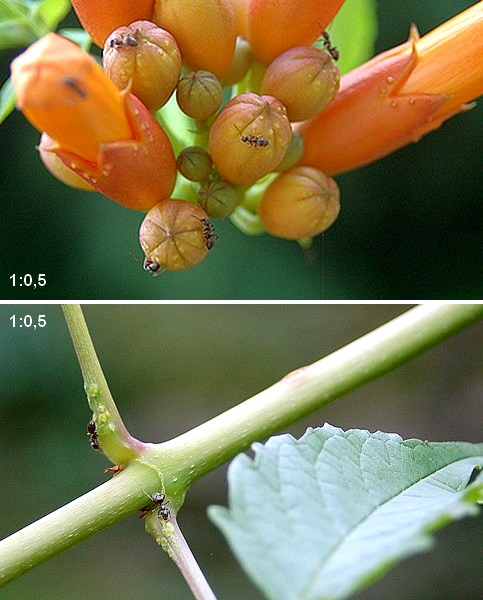
Beschützer-Ameisen an Blattansätzen
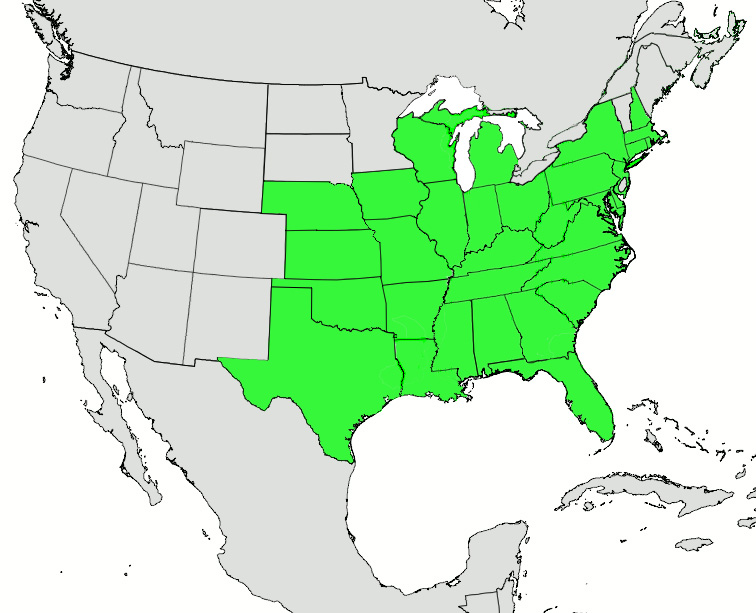
Verbreitungsgebiet

## Verbreitung
Campsis radicans ist in den zentralen und südlichen US-Bundesstaaten südliches Indiana, New Jersey, südliches Ohio, West Virginia, südliches Illinois, südwestliches Iowa, Kansas, Missouri, südöstliches Nebraska, Oklahoma, südöstliches South Dakota, Alabama, Arkansas, Delaware, Georgia, Kentucky, Louisiana, Maryland, Mississippi, North Carolina, South Carolina, Tennessee, Virginia, Texas sowie Florida weitverbreitet.

## Taxonomie
Die Erstveröffentlichung erfolgte 1753 unter dem Namen (Basionym) Bignonia radicans durch Carl von Linné in Species Plantarum, 2, Seiten 624–625. Die Neukombination zu Campsis radicans (L.) Seem. ex Bureau wurde 1864 durch Berthold Carl Seemann in Louis Édouard Bureau: Monographie des Bignoniacées. 2e these 2 (Atlas), Seite 16 veröffentlicht. Weitere Synonyme für Campsis radicans (L.) Seem. ex Bureau sind Campsis curtisii Seem., Tecoma radicans (L.) Juss.

## Verwendung als Zierpflanze
Im 17. Jahrhundert wurde sie als Ziergehölz in Europa eingeführt.
Die Amerikanische Klettertrompete gedeiht bevorzugt an sehr warmen, sonnigen bis halbschattigen Standorten sowohl auf sandigem als auch lehmigem Untergrund und stellt keine besonderen Ansprüche an dessen pH-Wert. Sie verträgt Frost bis ungefähr −20 °C. Die Sorten werden vor allem ihrer dekorativen Blüten wegen zur Hausbegrünung an West- und Südwänden sowie an Mauern gepflanzt.

## Verwendung in Kunsthandwerk und Design
Um das Jahr 1900 verwendete die New Yorker Firma Tiffany die Farben und Formen der Blätter und Blüten der Amerikanischen Klettertrompete, englisch: „Trumpet Creeper“ beim Entwurf einer Tischlampe. Ein Exemplar dieser Lampe erzielte bei einer Auktion des New Yorker Auktionshaus Christie’s am 8. Dezember 2009 einen Preis von 794.500 US $. Sie wurde später 2018 für über 2,25 Millionen US $ verkauft.